# Wang Laboratories
Wang Laboratories was een computerfirma opgericht in 1951 door dr. An Wang. Het bedrijf had zijn hoofdkwartier in Cambridge (1954-1963), Tewksbury (1963-1976) en Lowell, Massachusetts (1976-1992).
In de jaren zestig hield het bedrijf zich bezig met de fabricage van elektronische rekenmachines. 
De doorbraak ontstond bij de ontwikkeling van de Wang tekstverwerker. Deze was zijn tijd ver vooruit. Daarna ontwikkelde Wang een reeks minicomputers, beginnend met de "2200" met een krachtig eigen dialect van Basic als programmeertaal en later de "VS series" waar ook in COBOL kon worden geschreven. De jaren tachtig waren de hoogtijdagen van Wang. Meer dan 30.000 medewerkers werkten destijds bij Wang.
In 1992 vroeg het bedrijf surseance van betaling aan. Na de reconstructie transformeerde het bedrijf zich tot een werelddekkend bedrijf voor IT-dienstverlening door de overname van de OLSY-divisie (Olivetti Systems & Services) van het Italiaanse bedrijf Olivetti en veranderde de bedrijfsnaam in "Wang Global". In 1999 werd Wang Global overgenomen door het Nederlandse bedrijf Getronics.

## Wang in Nederland
Vanaf de jaren zeventig werd de 2200 serie in Nederland veel gebruikt bij assurantie- en administratiekantoren, hoofdzakelijk door de populariteit van een administratiepakket dat een voor die dagen uitgebreide flexibiliteit kende.
De Wang VS-systemen werden in de jaren tachtig en negentig vrij veel gebruikt. Onder andere bij pensioenfondsen (ABP), en ook een aantal ziekenhuizen gebruikte WANG-VS minicomputers. De programmeertaal van de vierde generatie Speed-II en later PACE was een veelgebruikte programmeeromgeving op de Wang VS-systemen. Wang had destijds een vestiging in Culemborg. 